# Jean-Jérôme Bertolus
Jean-Jérôme Bertolus, dit JJ ou encore JJB, est un journaliste français. Il anime chaque matin I-Débat de 2005 à 2008. Il est présent sur la chaîne d'information en continu I-Télé de septembre 2005 à novembre 2016.

## Biographie
Après ses études à l'institut d'études politiques de Paris et en droit et lettres à Nanterre (durant lesquelles il effectue un stage au quotidien Le Monde), Jean-Jérôme Bertolus intègre la rédaction du quotidien Le Figaro. Il travaille ensuite pour le magazine de vulgarisation scientifique Science et Vie Economie. Son papier sur les techniques qu'utilisent les entreprises pour maquiller leur bilan est repris à la Une du Wall Street Journal[réf. nécessaire].
En 1986, il rejoint le quotidien économique La Tribune. En 1993, il entre à l'hebdomadaire L'Événement du jeudi (fondé par Jean-François Kahn) au service investigation.
En février 1999, Jean-Jérôme Bertolus rejoint Le Nouvel Économiste comme grand reporter, où il retrouve Valérie Lecasble, nouvelle rédactrice en chef de l'hebdomadaire.
En 2000, il rejoint le groupe Tests (éditeur de magazine de vulgarisation de l'informatique) pour piloter le projet Nouvel Hebdo, hebdomadaire économique décrivant l'évolution de la "nouvelle économie". 
Après avoir été chroniqueur sur RMC, il rejoint ensuite la radio BFM.
À cette date, il est également éditeur chez Hachette Littératures, dirigée par Isabelle Seguin, où il publie notamment Maintenant de Ségolène Royal en 2007, Salauds de patrons, de Geoffroy Roux de Bézieux, Ces 200 familles qui font la France de Pierre-Henry de Menthon.
De septembre 2005 à juillet 2008, il propose un éditorial économique dans I>Matin, la matinale de la chaîne d'information en continu I>Télé présentée par Laurent Bazin et Nathalie Iannetta. Il anime également chaque matin I>Débat.
À partir de septembre 2008, Jean-Jérôme Bertolus anime avec Valentine Desjeunes la tranche d'information du midi sur i>Télé, du lundi au vendredi de 12 h à 14 h. Abandonnant cette tranche en janvier 2009, Jean-Jérôme Bertolus anime Polémique, une émission quotidienne de débat sur l'actu du jour. 
À partir de septembre 2010 et jusqu'en juin 2011, Jean-François Achilli, Jean-Jérôme Bertolus et Françoise Fressoz interviewent une personnalité politique dans Dimanche Soir Politique, diffusé le dimanche soir sur i>Télé et France Inter en partenariat avec Le Monde. 
Il quitte la chaîne d'information en continu I-Télé en novembre 2016, lors d'un conflit social, avant de devenir journaliste à l'Opinion.
Le 14 mai 2018, Jean-Jérôme Bertolus devient le chef du service politique au sein de la rédaction de Franceinfo.

### Source
- Jean-Jérôme Bertolus : Rouletabille de l'économie, Céline Edwards-Vuillet, La Tribune de la vente, juillet 2001, no 306,   p. 22-23